# Jan Bergmann
Jan Bergmann (15. května 1893 Praha – 5. dubna 1955) byl český lékař ve službách Britského královského letectva.

## Život
Civilní zaměstnání Jana Bergmanna bylo lékař. Po nacistické okupaci odešel v hodnosti nadporučíka 25. dubna 1939 z Československa. Od října 1939 do července 1940 sloužil ve Francii. Dne 30. října 1940 vstoupil v Anglii do řad RAF. Působil u 312. československé stíhací peruti. V listopadu 1943 byl přemístěn na Inspektorát československého letectva. Dne 7. prosince 1945 se navrátil do Československa.

## Ocenění
Jan Bergmann byl nositelem československých vyznamenání a britského státního vyznamenání.

### Povýšení
- V roce 1941 povýšen na kapitána
- V roce 1944 povýšen na štábního kapitána
- V roce 1945 povýšen na majora

### Vyznamenání
- Řád britského impéria – třída Member (MBE), udělen 12. června 1946[3]
- Československá vojenská medaile za zásluhy, II. stupeň (6.7.1944)
- Československá vojenská medaile za zásluhy, I. stupeň (19.1.1946)
- Československá medaile Za chrabrost před nepřítelem (6.3.1946)